# Су Ши
Су Ши (Мејшан, 8. јануар 1037 — Чангџоу, 24. август 1101) био је кинески писац, песник, сликар, калиграф и државник Сунг династије.

## Биографија
Су Ши је рођен у Меишану, покрајина Сичуан. Његов отац Су Сјуен (кин: 蘇洵) и брат Су Џе (кин: 蘇轍) били су такође познати писци. Суово рано учење је било под таоистичким свештеником у завичајској сеоској школи. Касније га је подучавала и његова мајка (која је сама била образована жена). Су се оженио у 17. години. 1057. године, када је био 19-годишњак, са својим братом је положио царске испите да би њих двојица ушли у државну службу. Суова достигнућа у тако младим годинама су привукла пажњу Оујанга Сјуа, који је постао Суов покровитељ.
Противио се реформама Ванга Аншија, те у периоду од 1071. до 1084. године био у служби далеко од престонице. Имао је дугу политичку каријеру, али је неколико пута по казни упућиван у удаљене провинције. Године 1085. вратио се у престоницу и потом је постављен за поглавара у Хангџоуу, да би 1094. био протеран у Хвенџоу, а 1097. на острво Хајнан.